# Umar ibn al-Khattab

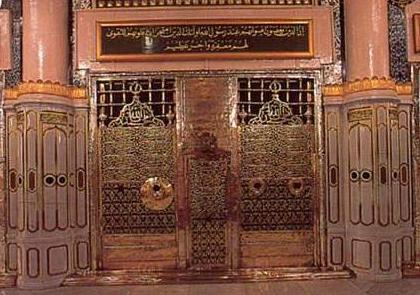
Umar ibn al-Khattābs grav.

Umar ibn al-Khattāb (arabiska: عمر بن الخطاب), även kallad Omar, född omkring 586 i Mecka, död 644, var kalif 634–644. Umar, som var en ledande följeslagare och rådgivare till den islamska profeten Muhammed, var den andre kalifen och den förste som antog titeln amīr al-mu'minīn (”de troendes anförare”).
Muhammed gifte sig med Umars dotter Hafsa.
Umar betraktas med vördnad bland sunnimuslimer som en stor härskare och en förebild inom islam och några hadither benämner honom som den näst viktigaste sahaba (Muhammeds följeslagare) efter Abu Bakr. Umar uppfattas negativt bland shiamuslimer.

## Biografi
Umar konverterade till islam under det sjätte året efter Muhammeds första uppenbarelse. Därefter tillbringade han 18 år som Muhammeds följeslagare. Han efterträdde kalif Abu Bakr den 23 augusti 634 och blev därigenom den andra kalifen. Han kom därefter att spela en framträdande roll för islam. Den mest märkvärdiga händelsen under Umars kalifat var den stora expansionen av islam. Förutom Arabien, kom också Egypten, Irak, Palestina och Iran under islamsk kontroll, och under hans styre regerade det islamska imperiet över hela Sasanidriket och mer än två tredjedelar av Bysantinska riket. Umars lagstiftande förmågor, hans bestämda politiska och administrativa kontroll över ett snabbt expanderande rike och hans koordinerade attacker mot det sasanidiska riket resulterade i den islamska erövringen av Iran inom mindre än två år, vilket beryktade honom som en stor politisk och militär ledare.

## Umars död
Umar mördades 644 av persern Piruz Nahavandi som araberna hade tagit som slav under invasionen av det sasanidiska Iran. Enligt sunnitisk tradition kom Piruz till Umar och krävde att hans avgift på två dirham dagligen skulle sänkas. Eftersom Piruz var snickare, målare och smed, ansåg Umar att denna avgift var korrekt, varpå Piruz gick därifrån och mumlade att han skulle hämnas. Före morgonbönen nästa morgon hade Piruz gömt sig i moskén med en dolk i handen. Han väntade tills Umar började bönen och högg honom sedan sex gånger innan muslimer lyckades övermanna honom. Piruz' namn betyder "segrare" på persiska. I motsats till den arabiska sunnitiska historieskrivningen anser flera moderna iranska historiker, däribland Abdolhosein Zarrinkub att Piruz i själva verket hämnades de olyckor som drabbat hans folk efter invasionen.

### Val till ny kalif
Den döende kalifen ombads att utse sin efterföljare. Någon föreslog att han skulle utnämna sin son 'Abdullah, men Umar tyckte att det räckte att en person av familjen al-Khattāb skulle stå till ansvar inför Gud som ledare för islam. Detta var ett tungt ansvar för Umar som han inte ville bära vidare efter sin död. Han föreslog i stället att de skulle välja en av följande personer: Ali ibn Abi Talib, Uthman ibn Affan, Abdurrahman ibn Auf, Sa'd ibn Abi Waqqas, Zubayr ibn al-Awwam och Talha ibn Ubaydullah. Umar tilldelade Abu Talha ibn Zayd ibn Sahl Ansari uppgiften att se över valet. Om det blev en särskild oenighet bland de sex medlemmarna skulle Abu Talha hugga huvudet på vissa av dem. Om tre av dem var ense om en person, men de tre andra inte var ense om valet, skulle Abu Talha hugga huvudet av de tre som 'Abd al-Rahman inte var bland. 'Abd al-Rahman var Umars svåger. Resultatet av valet blev till slut att Utman utsågs till blivande kalif.

## Umars minne
Bland shiamuslimer betraktas Umar som en orättmätig härskare, och årsdagen av mordet på kalif Umar har i varierande utsträckning firats med högtiden Omar koshi (dödande av Umar), eller  'Id al-Zahra (Zahras högtid). Man gör då en staty av Umar på vilken man kastar smuts och annat.
Firandet anges alltjämt förekomma i avlägsna delar av Iran, men motarbetas av myndigheter och även vissa religiösa auktoriteter inom shia. Firandet avråds till exempel av ayatolla Mohammad Taqi Behjat Foumani, då det bidrar till motsättningar.